# Cheongju-Stadion
Das Cheongju-Stadion  ist ein Fußballstadion in der südkoreanischen Stadt Cheongju, Provinz Chungcheongbuk-do. Von 2009 bis 2018 trug das Franchise Cheongju FC und von 2016 bis 2018 Cheongju City FC ihre Heimspiele im Stadion aus. Lucky-Goldstar Hwangseo (heute FC Seoul) nutzten das Stadion für zwei Jahre von 1987 bis 1989. Seit 2019 nutzt der neugegründete Verein Cheongju FC das Stadion als Heimspielstätte in der K League 2, der zweithöchsten Spielklasse Südkoreas.